# Karsai gegen Ungarn
Karsai gegen Ungarn ist  ein Verfahren vor dem Europäischen Gerichtshof für Menschenrechte, bei dem es um Fragen der Sterbehilfe geht.

## Verfahrensgegenstand

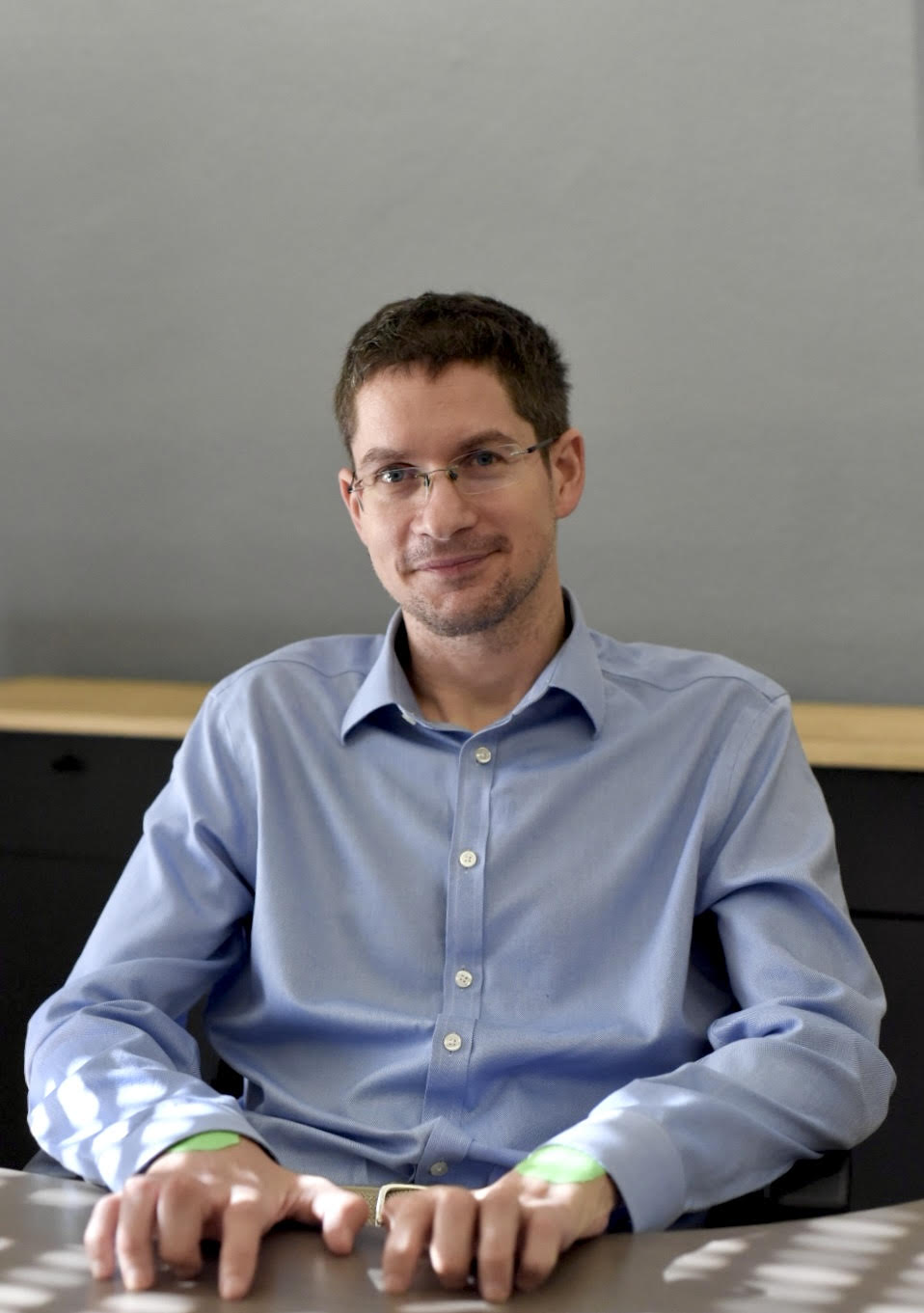
Dániel Karsai

Am 10. August 2023 reichte der Verfassungsrechtler Dániel Karsai im Zusammenhang mit einer eigenen Erkrankung eine Klage beim Europäischen Gerichtshof für Menschenrechte in Straßburg ein, da er der Ansicht ist, dass das Verbot von eigenständigen Entscheidungen zur Lebensbeendigung in Ungarn gegen grundlegende Menschenrechte verstößt, insbesondere das Recht auf Selbstbestimmung auf der Grundlage der Menschenwürde, das Verbot unmenschlicher und erniedrigender Behandlung und das Recht, die eigene Weltanschauung zu wählen.

## Hintergrund
Aktive Sterbehilfe ist in Ungarn derzeit verboten. Nach geltendem Recht können diejenigen, die bei der Sterbehilfe helfen, sogar im Ausland strafrechtlich verfolgt werden. 
Der Rechtsanwalt, der früher aktiver Sportler war, bemerkte im Juli 2021 die ersten Symptome seiner Krankheit und erhielt im August 2022 die Diagnose Amyotrophe Lateralsklerose (ALS). Am 10. August 2023 wandte sich der Verfassungsjurist mit einer Individualbeschwerde an den Europäischen Gerichtshof für Menschenrechte, dass Entscheidungen über eigenständige Lebensbeendigung in Ungarn generell unmöglich seien und dass das ungarische Recht Menschen bestrafe, die Erkranken im Falle von Sterbehilfe ins Ausland begleiten würden.

## Karsais Klage

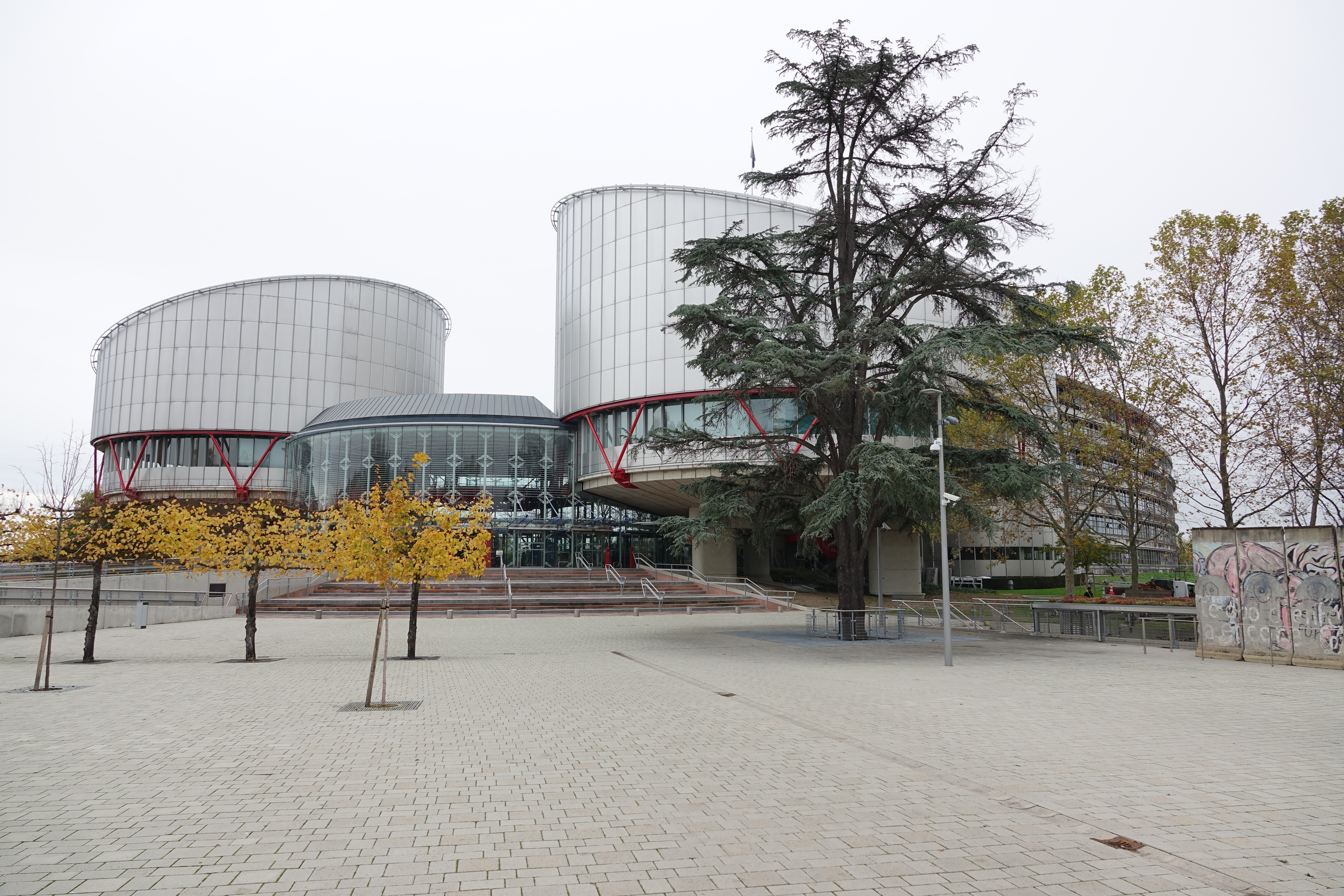
Europäischer Gerichtshof für Menschenrechte

Sollte die Entscheidung zugunsten des Verfassungsrechtlers ausfallen, wäre der ungarische Staat in der Pflicht, und Karsai ist der Ansicht, dass das Strafgesetzbuch zumindest die an der Reise von Schwerkranken Beteiligten nicht mehr bestrafen würde. Der Anwalt hält es für denkbar, dass er mit der Änderung des Gesundheitsgesetzes und der Schaffung weiterer Gesetze die Möglichkeit erhält, sein Leben in Ungarn zu beenden, wenn er sich für aktive, direkte und bewusste Sterbehilfe entscheidet, um den langsamen Erstickungstod zu vermeiden, den seine Krankheit mit sich bringt.

## Gegenantrag der ungarischen Regierung
Als Antwort auf Karsais Antrag reichte die ungarische Regierung einen 17-seitigen Gegenantrag ein, die den Verfahrensgrundsätzen des EGMR folgt und das Straßburger Gericht auffordert, den ursprünglichen Antrag für unzulässig zu erklären oder festzustellen, dass die Menschenrechte des Antragstellers in seinem Heimatland nicht verletzt werden.
In der Begründung des Gegenantrags heißt es, dass der EGMR bereits 2002 in einem ähnlichen Fall (Pretty gegen das Vereinigte Königreich, (2346/02)) entschieden und den Antrag abgelehnt hat.

## Prozessverlauf
In Anbetracht des Dringlichkeitsantrags von Karsai hat das Straßburger Gericht den Fall bereits am 28. November 2023 öffentlich verhandelt (Karsai gegen Ungarn [Nr. 32312/23]).
Der Europäische Gerichtshof für Menschenrechte verlängerte die Anhörung des Falles auf zwei Tage. Am ersten Tag wurden Sachverständige angehört, und die unterstützenden Organisationen Dignitas (Schweiz) und das Europäische Zentrum für Recht und Gerechtigkeit reichten schriftliche Stellungnahmen ein. Am zweiten Tag, dem 28. November, wurde die Klage zugelassen und der Fall wurde tatsächlich verhandelt. Ein Urteil steht aus (Stand 12/2023).